# Государственный мемориальный музей обороны и блокады Ленинграда
Государственный мемориальный музей обороны и блокады Ленинграда — музей в Санкт-Петербурге, посвящённый истории битвы за Ленинград и блокады Ленинграда в Великой Отечественной войне. Расположен в доме 9 по Соляному переулку, в составе комплекса зданий Соляного городка. Также музей имеет и филиал на блокадной Дороге жизни у западного берега Ладожского озера — обособленную экспозицию, расположенную в деревне Коккорево в Ленинградской области.
Музей был открыт в 1946 году на основе выставки трофейного немецкого оружия, собранного на Ленинградском фронте по приказу его Военного совета сразу после прорыва блокады в 1943 году. Выставка открылась ещё во время войны после снятия блокады в 1944 году в здании, когда-то отведённом под Кустарный музей.
Затем был закрыт в 1952 году в связи со сталинскими репрессиями против руководства города военного времени по «Ленинградскому делу», так как музей якобы незаслуженно подчеркивал особую судьбу города и особую роль его руководства.
Открыт заново по прежнему адресу в значительно меньшем размере в годы перестройки в 1989 году в период реабилитации жертв сталинских репрессий. Меньшие площади были выделены музею, так как большая часть здания занималась одним из НИИ Министерства обороны, который трудно было перевести в другое место.
В 2018 году экспозиция музея была закрыта на реконструкцию, которая завершилась в 2019 году; в её рамках планировался переезд основной экспозиции в новое здание в районе Смольного, а в старом — размещение выставки, посвящённая истории самого музея, но в декабре 2018 года новый глава города А. Д. Беглов отменил объявленный при губернаторе Г. С. Полтавченко в сентябре того же года конкурс на проектно-изыскательские работы для нового комплекса Музея по участкам у Смольной набережной из-за обеспокоенности общественности несмотря на состоявшийся в 2017 году конкурс проектов сооружений музея там, выигранный «Студией 44» архитектора Н. Явейна, осуществившего ряд крупных проектов в Петербурге, а в конце апреля 2019 года президент России В. В. Путин одобрил во время своего визита в Санкт-Петербург внесенное ему по инициативе горожан временно исполняющим обязанности губернатора Санкт-Петербурга А. Д. Бегловым предложение оставить и расширить музей в здании Соляного городка за счёт расположенного там НИИ Министерства обороны, а в административном квартале у Смольного построить вместо нового здания Музея блокады здание Верховного суда РФ, которое планировалось ранее в проекте «Судебного квартала» на территории бывшего Ватного острова Петроградской стороны на месте снесенных зданий Государственного института прикладной химии, которое теперь предполагается занять аналогом московского парка «Зарядье» под рабочим названием арт-парк. ВРИО губернатора А. Д. Беглов поддержал инициативу президента Союза музеев России директора Государственного Эрмитажа М. Б. Пиотровского по созданию сети новых филиалов Музея обороны города, в том числе на предприятиях города, работавших в блокаду и сохранившихся до наших дней.

## История

### Первый музей (1944—1952)

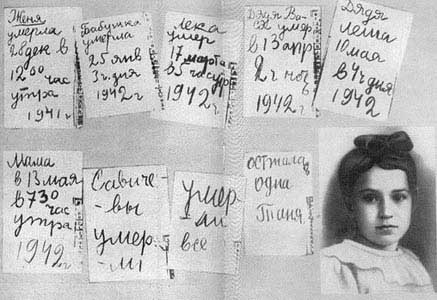
Страницы дневника Тани Савичевой

Здание, в котором сейчас расположен музей, входит в состав исторического комплекса зданий Соляного городка. Это здание бывшего Кустарного музея, построенное в 1901—1903 годах по проекту архитектора Петра Трифанова. При этом изначально музей был больше чем сейчас и располагался, кроме нынешнего здания, ещё в двух соседних, по адресам Гангутская улица, дом 1 и набережная реки Фонтанки, дом 10.
Решение о создании предшествовавшей будущему музею выставки «Героическая защита Ленинграда» было принято ещё до окончания блокады Ленинграда — в декабре 1943 года, когда Военный совет Ленинградского фронта принял соответствующее постановление. В январе 1944 года начались работы по созданию выставки. Её главным художником стал Николай Суетин, проживший в Ленинграде всю блокаду, а работу над концептуальной частью выставки возглавил историк Лев Раков — участник битвы за Ленинград, впоследствии ставший директором выставки и музея. Большую часть экспозиции составили работы В. В. Пакулина. С. С. Бойм участвовал в оформлении раздела «Краснознамённый российский флот». В. А. Власов выполнил ряд работ для партизанского отдела Музея обороны Ленинграда. Л. В. Гагарина выполнила для музея серию работ «Ленинград в блокаде». Цикл работ «Из жизни осаждённого города» выполнила А. Е. Мордвинова. Н. Х. Рутковский зимой 1943 г. написал несколько картин для будущего музея обороны Ленинграда («Обстрел района», «Тревожная ночь»). В создании музея принимали также участие В. А. Серов (Раппопот), Н. Е. Тимков, В. И. Курдов.
В сборе предметов для коллекции значительное участие приняли жители Ленинграда, добровольно передававшие выставке свои личные или найденные при разборе завалов в городе вещи. 30 апреля 1944 года при участии командующего Ленинградским фронтом маршала Леонида Говорова состоялось открытие выставки. В первые полгода работы выставку успело посетить около 500 тысяч человек. В августе 1945 года её посетили маршал Георгий Жуков и американский генерал Дуайт Эйзенхауэр.
Выставка насчитывала около десяти тысяч экспонатов, из которых около пяти тысяч были образцами вооружения и военной техники. Были и особенно яркие экспонаты, которые отмечались многими посетителями: к примеру, дневник Тани Савичевой, ставший впоследствии одним из символов блокады Ленинграда, или восьмиметровая пирамида из пробитых немецких касок, отсылающая к картине Василия Верещагина «Апофеоз войны».
Музей обороны Ленинграда является наиболее замечательной военной выставкой из всех виденных мною. Героическая оборона города заслуживает увековечивания в нашей памяти в вещественном выражении — настоящий музей достойно осуществляет это.Дуайт Эйзенхауэр. Запись в книге отзывов выставки
5 октября 1945 года СНК РСФСР принял распоряжение о реконструкции выставки с преобразованием её в музей обороны Ленинграда. Выставка была расширена с 26 отделов до 37. И 27 января 1946 года, во вторую годовщину полного снятия блокады, состоялось открытие обновлённого музея. Первым директором музея был Лев Раков. После реконструкции музей имел экспозиционную площадь 40 тысяч м², насчитывая 37654 экспоната. В экспозиции существовали отделы, посвящённые роли различных родов войск в боях за Ленинград: «Артиллерия Ленинградского фронта в боях за город Ленина», «Авиация Ленинградского фронта», «Краснознамённая МПВО», отдел, посвящённый партизанскому движению, и другие. Также действовали отделы, посвящённые жизни в осаждённом городе — к примеру, «Голодная зима 1941—1942 годов», и Дороге Жизни — «Ладожская трасса». В музее по-прежнему были выставлены образцы военной техники, артефакты, связанные с жизнью блокадного города, а также произведения искусства, посвящённые этой теме. Также посетителям демонстрировались документальные кинофильмы о битве за Ленинград.
За 1946 год музей посетило 350 тысяч человек, из которых 3 тысячи иностранцев. К середине 1948 года с момента открытия число посетителей уже достигло 1 миллион 350 тысяч. Пополнение фондов музея продолжалось. Также музей осуществлял научную деятельность. В частности, в его стенах проводились конференции, посвящённые Великой Отечественной войне. К 1950 году музей уже являлся одним из наиболее посещаемых в Ленинграде.

### Закрытие музея (1952)
В 1949 году музей обороны Ленинграда подвергся санкциям властей СССР в ходе так называемого Ленинградского дела. В феврале 1949 года приехавший в Ленинград Георгий Маленков ознакомился с путеводителем по музею и раскритиковал музей за принижение роли Сталина в войне и битве за Ленинград, а также выделение особой роли Ленинграда в войне, что противоречило официальной трактовке событий войны. Музей стал рассматриваться центральными властями как организация, действующая заодно с противоположной стороной конфликта. Идеологические противоречия между историографией Великой Отечественной войны, культивируемой центральными властями, и точкой зрения, возвеличивающей роль Ленинграда в войне, а его жителей и властей — в обороне города, привели в итоге к закрытию музея: осенью 1949 года временному, а в 1952 году — окончательному. После ликвидации музея его помещения были переданы Министерству военно-морского флота СССР.
Исследователи по-разному объясняют причины закрытия музея. В качестве причин называются и попытки стереть местную память о блокаде, и предотвращение распространения исторического мифа об исключительности блокадного опыта. Большинство членов руководства музея подверглось репрессиям, множество предметов коллекции музея было уничтожено, значительная их часть передана в другие музеи. Город на последующие 37 лет лишился отдельного музея, посвящённого его обороне и блокаде.

### Возрождённый музей (с 1989 года)
Восстановление музея обороны Ленинграда стало возможным во время Перестройки. Соответствующая инициатива впервые была выдвинута в начале 1989 года, и в ленинградских СМИ печатались публикации с её поддержкой, тогда же был образован оргкомитет по возрождению музея. 24 апреля 1989 года Исполком Ленинградского городского совета принял решение о восстановлении музея. Ему было предоставлено первоначальное место размещения, но в значительно меньшем объёме. И уже 8 сентября 1989 года — в день 48-й годовщины начала блокады — состоялось открытие нового музея. В 1989—1990 годах он носил название «Музей обороны Ленинграда», затем получил существующее название «Государственный мемориальный музей обороны и блокады Ленинграда».
В первые годы экспозиция нового музея была временной. Постоянная была открыта в 1995 году. Также в отдельном выставочном зале проводились временные выставки. В частности, в 1996 году действовала выставка, посвящённая Дороге Жизни; в 1997 — выставка «Морской щит Ленинграда» об участии Краснознамённого Балтийского флота в обороне Ленинграда; в 1998 году действовала выставка «Знамёна ратных побед», в 1999 году — выставка «Легендарная победа под Ленинградом», посвящённая Ленинградско-Новгородской наступательной операции. Все годы существования с 1989 года музей предпринимал попытки расширения за счёт возврата музею изначальных помещений, но они не увенчались успехом. В 2018 году экспозиция музея была закрыта на реконструкцию, и принято решение о строительстве нового здания, куда переедет основная экспозиция.

## Экспозиции
Постоянная экспозиция музея, действовавшая до закрытия на реконструкцию в 2018 году, была открыта в 1995 году, и, в соответствии с названием музея, она отражала два тематических аспекта — обороны города (военный) и его блокады. Экспозиция располагалась на втором этаже музея и занимала 650 м². При этом экспозиционные стенды и ансамбли, посвящённые жизни города в блокаде, размещались в центре зала (по правую руку от посетителя при движении по маршруту осмотра), а посвящённые фронту — вдоль его внешнего периметра, что, по замыслу составителей экспозиции, символизирует нахождение Ленинграда в кольце войны.
Отделы экспозиции фронтовой тематики посвящены различным этапам битвы за Ленинград (Лужский оборонительный рубеж, Тихвинская операция, бои за Синявинские высоты, операция «Искра», операция «Январский гром»), а также Дороге Жизни; кроме непосредственно истории боёв за Ленинград, в экспозиции показывались символика, образцы униформы и вооружения армий обеих воевавших сторон — советской с одной стороны, и немецкой и финской с другой. Также демонстрировались произведения искусства сюжетами военной тематики — особенно примечательным экспонатом здесь стала картина Глеба Савинова «Форсирование Невы в районе деревни Марьино».
Отделы части экспозиции, посвящённой городу, демонстрировали различные стороны жизни в осаждённом Ленинграде. К примеру, макет комнаты в ленинградской квартире, с печкой-буржуйкой и репродуктором. В отделе о блокадном голоде были представлены хлебные карточки, блокадная еда, фотографии истощённых людей, репринтная копия дневника Тани Савичевой. Также есть отделы, посвящённые культурной жизни Ленинграда во время блокады — с реконструкцией театральной гримёрной комнаты и афишами театра музыкальной комедии; партийному руководству города — с воссозданием кабинета в Смольном; госпиталям и военной медицине. Помимо подлинных исторических артефактов, экспозиция и фонды музея располагают большим количеством фотографий, документов и произведений искусства соответствующей тематики.
В мае 2018 года постоянная экспозиция закрылась на капитальную реконструкцию, которая продлилась до сентября 2019 года.

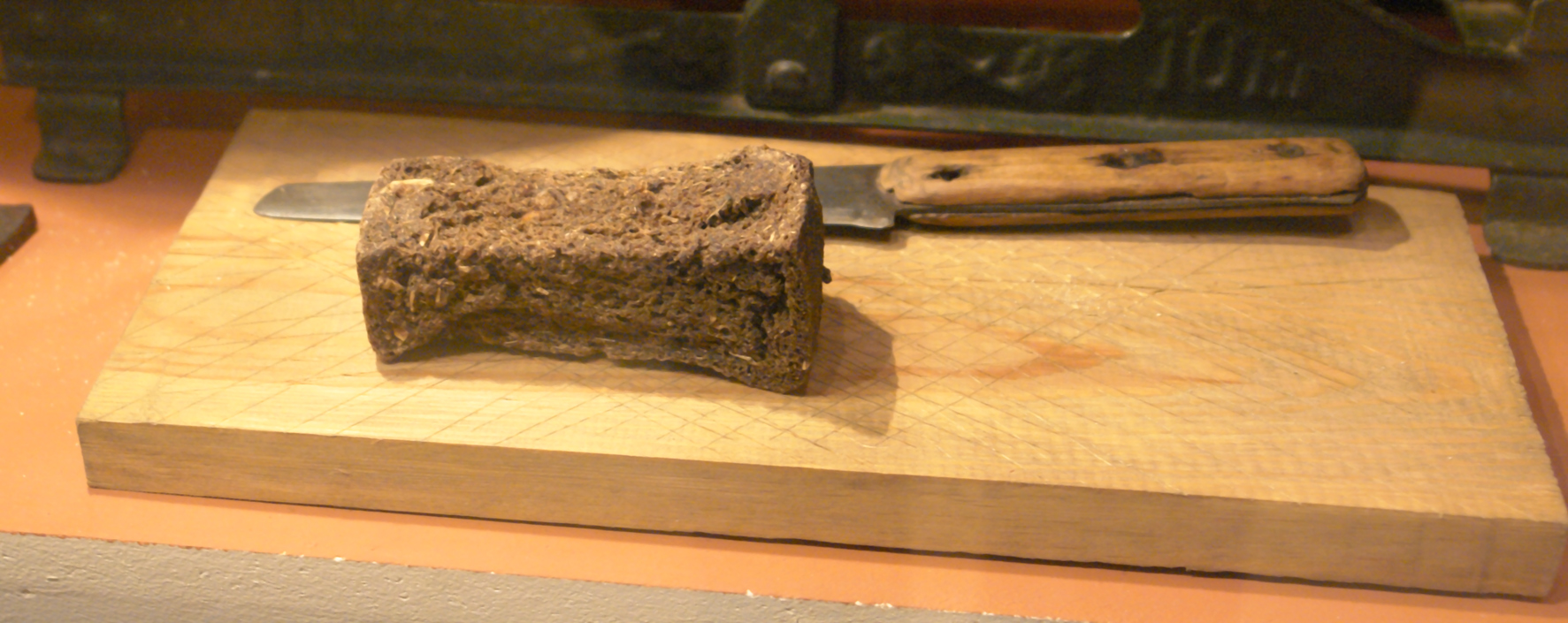
Блокадный хлеб
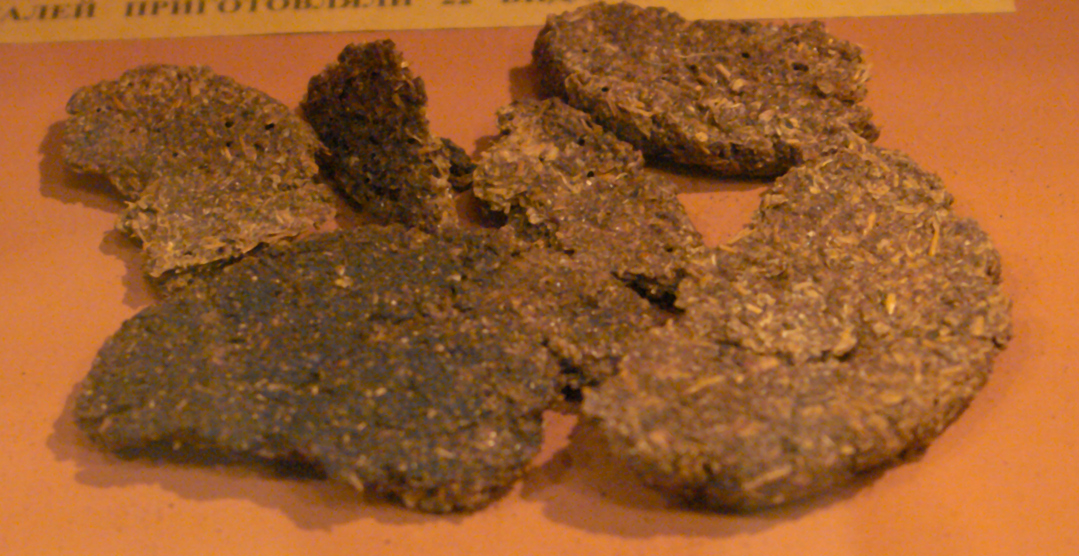
Лепёшки из лебеды и машинного масла
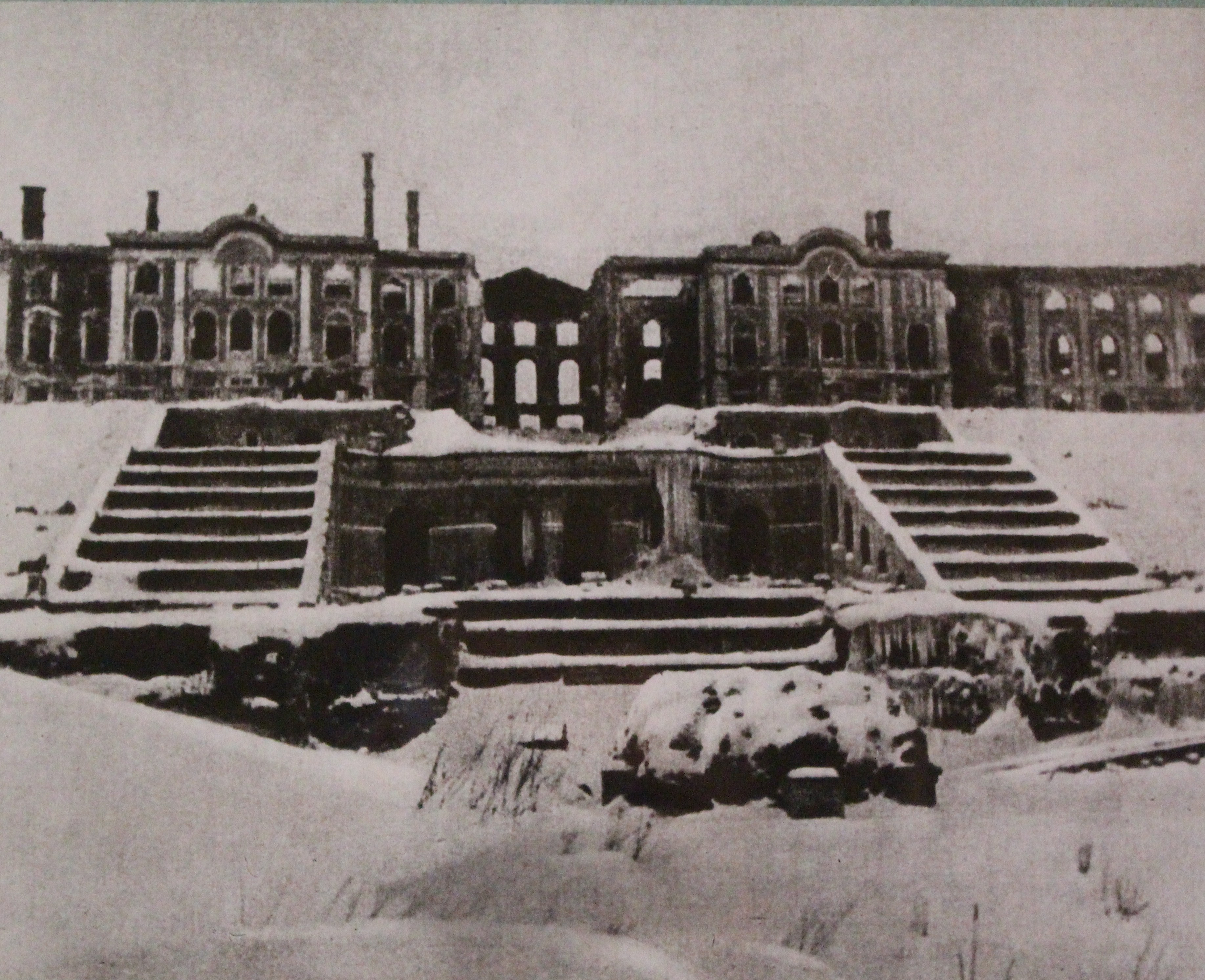
Петергоф после освобождения в 1944 году. Фотография в экспозиции музея
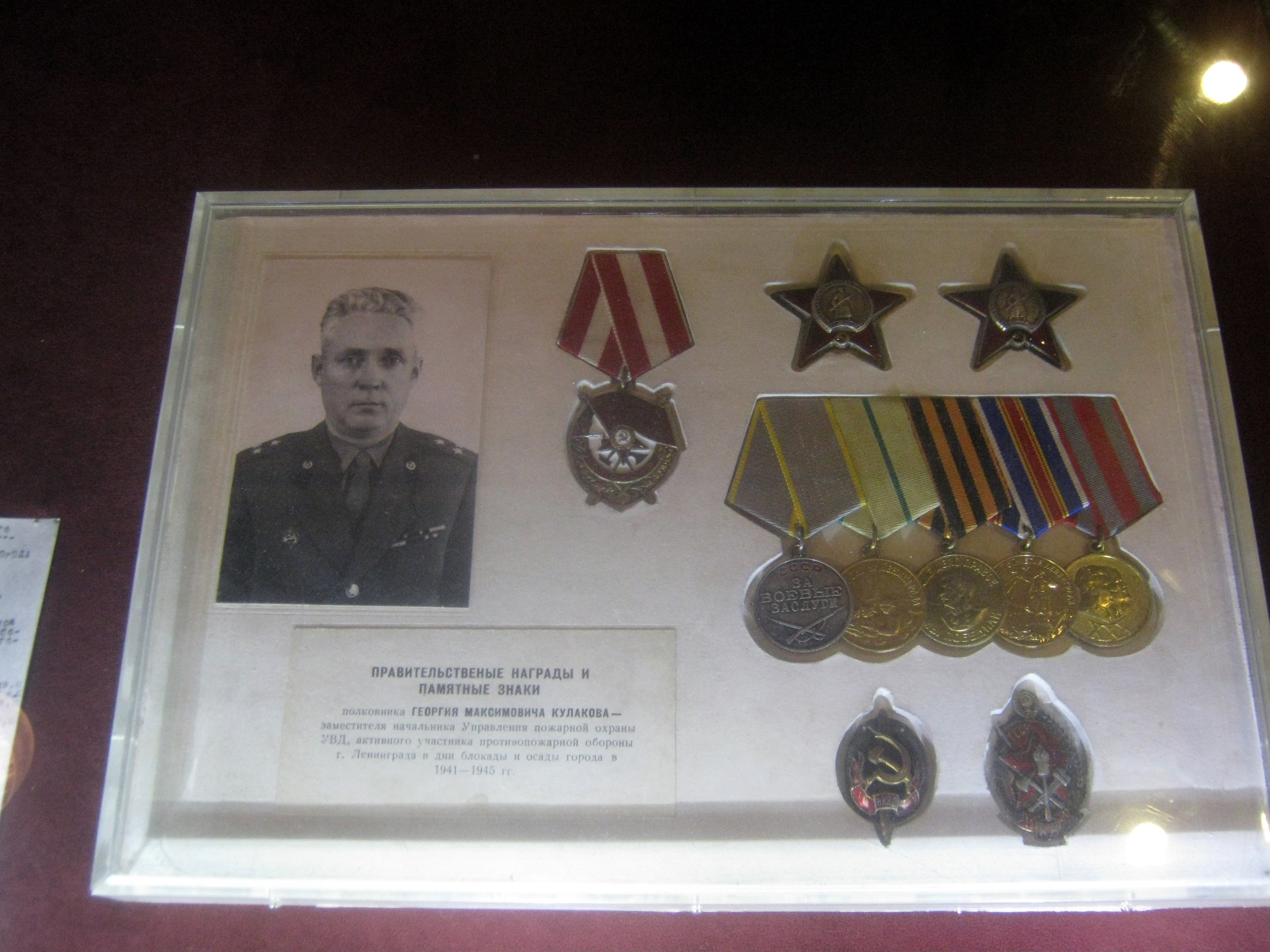
Фотографии и награды пожарного Георгия Кулакова

Помимо основной, музей также имел обособленную экспозицию, располагавшуюся в деревне Коккорево Всеволожского района Ленинградской области, на берегу Ладожского озера. Изначально это был народный музей Дороги Жизни, основанный в 1969 году, и присоединённый к музею обороны и блокады Ленинграда в 1993 году. Экспозиция находилась в одноэтажном деревянном здании бывшей школы постройки начала XX века, в котором в годы блокады находился командный пункт ледовой дороги и узел связи. Экспозиция демонстрировала подлинные предметы, документы и фотографии, связанные с Дорогой Жизни, а центральное место в ней занимает диорама площадью 24 м², на которой изображена Дорога Жизни в первую блокадную зиму. В настоящее время музей является частью музейного объединения Ленинградской области.
Фонды музея обороны и блокады Ленинграда насчитывают 51 тысячу единиц хранения и 17 тысяч томов научной библиотеки. При этом, по причине нехватки экспозиционной площади, музей имеет возможность продемонстрировать посетителям только 3,7 % от них.

## Современность и перспективы
Должность директора музея в настоящий момент занимает Елена Лезик, которая в октябре 2017 года сменила на этом посту Сергея Курносова. Музей осуществляет научную деятельность в военно-исторической сфере. Также он проводит временные выставки — как по непосредственно основной тематике музея, так и по смежным темам.
В 2009—2010 годах в музее действовала выставка «Долгая дорога к миру», посвящённая Советско-финской войне, и приуроченная к её 70-летию, в 2010 году — выставка «Спасённые реликвии», посвящённая работникам музеев Ленинграда в годы блокады, в 2012 году — выставка «Единственная Ордена Красного Знамени, Краснознамённая…», посвящённая 80-летию МПВО Ленинграда, в 2014 году — выставка «Нева-2», в честь 70-летия полного снятия блокады, названная по одноимённой наступательной операции (более известной как «Январский гром»), а в 2015 году — выставка «Салют Победы», в честь 70-летия победы в Великой Отечественной войне.
Иногда музей проводит и выездные выставки. К примеру, в 2015 году в Сургуте была проведена выставка «Боевой карандаш», получившая название в честь одноимённой ассоциации ленинградских художников, и посвящённая агитационному плакату времён войны. Также музей периодически принимает в своих стенах выставки, проводимые другими организациями, в том числе и зарубежными. К примеру, в 2018 году, в рамках культурной программы «Дни Республики Сербской в Санкт-Петербурге», в нём была проведена выставка «Концентрационный лагерь Ясеновац. Самый большой усташский лагерь смерти».

### Новый музей
В 2014 году было объявлено о планах строительства нового здания музея обороны и блокады Ленинграда. В качестве места для него был выбран мыс у излучины Невы поблизости от Смольного монастыря, где ранее планировали расположить въезд в Орловский тоннель. В архитектурном конкурсе приняли участие девять российских и иностранных бюро. В финал прошли «Архитектурная мастерская Мамошина», «Студия 44», «Земцов, Кондиайн и партнёры» и финское архитектурное бюро «Лахдельма & Махламяки». Победителем был выбран проект, который разработал возглавляющий «Студию 44» архитектор Никита Явейн.
Новый музей будет занимать площадь 25 тысяч м², и его архитектурная композиция будет состоять из нескольких блоков, расположенных на круглой площадке, главными из которых будут четыре вертикальных «короба» высотой до 25 метров под названиями «Голод», «Холод», «Огонь» и «Скорбь». Проект предварительно оценивается в 2 миллиарда рублей. Открыть новый музей планируется в 2019 году. При этом в старом здании в Соляном переулке будет находиться новая экспозиция, упор в тематике которой сделан на историю самого музея. В феврале 2018 года губернатор Санкт-Петербурга Георгий Полтавченко заявил о том, что строительство нового здания начнётся летом 2018 и будет завершено в сентябре 2019 года. 8 сентября 2018 — в День памяти жертв блокады Ленинграда — на месте будущего музея в присутствии губернатора был установлен закладной камень.
Проект нового музея вызвал и критику со стороны ряда общественных деятелей Санкт-Петербурга. Основные претензии их сводятся и к архитектурному решению, к неудобному, с точки зрения доступности, расположению будущего музея, а также к процедуре проведения конкурса, где решающий голос принадлежал губернатору. В частности, петербургский историк и краевед Лев Лурье считает неправильной идеей разделение музея на несколько подтем, помещённых в отдельные блоки, поскольку тему блокады следует рассматривать в целостности.

## Награды
- Почётный диплом Законодательного собрания Санкт-Петербурга (28 апреля 2004 года) — за выдающийся вклад в культурное и историческое развитие Санкт-Петербурга и в связи с 60-летием со дня основания[49].